# Cantó de Florença
Florença és un cantó del departament francès del Gers amb les següents comunes:
- Brunhens
- Castèthnau d'Arbiu
- Ceran
- Cesan
- Florença
- Gavarret
- Gotz
- La Lana
- La Sauvedat
- La Mòta Gohàs
- Miramont e La Tor
- Montastruc
- Paulhac
- Pis
- Preishac
- Poishegur
- Rejaumont
- Senta Regonda
- Taibòsc
- Urdens

## Història
| Data d'elecció                           | Identitat          | Partit        | Qualitat |
| ---------------------------------------- | ------------------ | ------------- | -------- |
| 1985-1992                                | Claude Gallardo    | Divers gauche |          |
| 1992-1998                                | Pierre Combedouzon | Divers droite |          |
| 1998-2004                                | Raymond Vall       | PRG           |          |
| 2004-                                    | Pierre Combedouzon | UMP           |          |
| les dades anteriors no són pas conegudes |                    |               |          |
|                                          |                    |               |          |

## Demografia
| 1962  | 1968  | 1975  | 1982  | 1990  | 1999  | 2006   |
| ----- | ----- | ----- | ----- | ----- | ----- | ------ |
| 7.745 | 9.045 | 9.399 | 9.504 | 9.936 | 9.896 | 10.204 |